# Чон Хо Ён
Чон Хо Ён (кор. 정호연, Jung Ho-yeon, также HoYeon Jung; род. 23 июня 1994, Сеул, Республика Корея) — южнокорейская супермодель и актриса. Журнал Vogue назвал её «топ-моделью по-корейски» (Korea’s Next Top Model); она также участвовала в четвёртом сезоне «топ-модель по-корейски», где заняла второе место. В настоящее время входит в число 50 лучших моделей моды на models.com.

## Биография
Родилась 23 июня 1994 года в Сеуле, есть два брата и сестра. Её отец владеет рестораном Gukbap.

## Карьера
Чон Хо Ён начала свою модельную карьеру в возрасте 16 лет. Она участвовала в фестивале «Сеульская неделя моды» без агента, где утвердилась ещё до заключения контракта с агентством ESteem Models и участия в шоу «Топ-модель по-корейски» на публичном показе. После шоу девушка фигурирует в таких журналах, как Vogue Girl Korea, Nylon Korea и ELLE Wedding.
На международном уровне Чон Хо Ён дебютировала на эксклюзивном показе Louis Vuitton в 2016 году, также дебютировала на Opening Ceremony. В том сезоне участвовала также в показах Марка Джейкобса, Fendi, Max Mara, Альберты Ферретти, Rag & Bone.
Хоён участвовала в показах Джереми Скотта, Тори Бёрч, Topshop, Lanvin, Dolce & Gabbana, Missoni, Bottega Veneta, Эмилио Пуччи, Chanel, Miu Miu, Giambattista Valli, Prabal Gurung, Jason Wu, H&M, Jacquemus, Burberry, Acne Studios, Роберто Кавалли, Diesel, Versus (Versace), Narciso Rodriguez, Пако Рабан, Schiaparelli, DSquared2, Blumarine, Dundas, Zadig & Voltaire, Tod’s, Etro и Gabriela Hearst.
Хоён появлялась в рекламе Sephora «Let’s Beauty Together», Chanel, Gap, Hermès, и Louis Vuitton. Чон была на обложке журналов Vogue Japan, Vogue Korea, W Korea, and Harper’s Bazaar Korea in addition to appearing in editorials for Vogue, British Vogue, Dazed, Love magazine, CR Fashion Book и Into the Gloss.
В 2017 году Models.com выбрал Хоён в номинациях «Лучший дебют» (Top Newcomer) и «Модель года» (Model of the Year).
В 2021 году сыграла роль Кан Сэ Бёк / Игрока № 067 в драматическом сериале Netflix «Игра в кальмара», который стал мировым хитом. Сериал принёс ей мировую известность, в первую неделю после выхода на неё подписалось более 10 миллионов человек в Instagram.
4 октября 2021 года стала самой популярной корейской актрисой в Instagram.
6 октября люксовый Дом моды Louis Vuitton сообщил в своём аккаунте Instagram о том, что она стала новым глобальным амбассадором компании. В том же месяце она стала амбассадором Adidas Originals в их кампании Adicolor.
В 2022 году приняла участие в съёмках мини-сериала Альфонсо Куарона «Все совпадения неслучайны». Чон Хо Ён исполнила роль тележурналистки.

## Личная жизнь
С 2016 по 2024 год состояла в отношениях с южнокорейским актёром Ли Донхви. На 2021 год её капитал оценивается в 4 миллиона долларов.

## Фильмография

### Телевидение
| Год       | Название                  | Роль                     | Примечания                                         | Ссылка |
| --------- | ------------------------- | ------------------------ | -------------------------------------------------- | ------ |
| 2013      | Korea’s Next Top Model    | в роли самой себя        | 4-й сезон                                          | [ 31 ] |
| 2021—2025 | Игра в кальмара           | Кан Сэ Бёк / Игрок № 067 | Главная роль (1-й сезон) Гостевая роль (3-й сезон) | [ 32 ] |
| 2024      | Все совпадения неслучайны | Ким                      | Мини-сериал                                        |        |

## Награды и номинации
| Награда            | Год  | Категория                       | Результат | Ссылка                  |
| ------------------ | ---- | ------------------------------- | --------- | ----------------------- |
| Asia Artist Awards | 2021 | Female Actress Popularity Award | Победа    | [нужен лучший источник] |
| Пэксан             | 2022 | Лучшая актриса-новичок          | Номинация | [ 34 ]                  |